# Anders Fredrik Regnell
Anders Fredrik Regnell (8 de junho de 1807 – 12 de setembro de 1884) foi um médico e botânico sueco. Ele estudou em Uppsala e recebeu o seu doutorado em medicina em 1837. Como estudante, atuou como assistente de Anders Retzius, em Estocolmo. Regnell  serviu em vários cargos no Serafimerlasarettet em Estocolmo, e participou como navio cirurgião a bordo da corveta "Jarramas" na sua expedição no Mar Mediterrâneo durante 1839-40.
Regnell nasceu em Estocolmo, na Suécia, mas por causa da saúde debilitada, ele sofria de uma grave doença pulmonar. Ele saiu da Suécia para o Brasil em 1840, e estabeleceu-se em Caldas, na então província de Minas Gerais, onde passou o resto de sua vida. Lá Regnell adquiriu uma considerável reputação como médico praticante e, consequentemente, uma fortuna considerável.
Regnell fez grandes coletas de plantas as quais ele enviou para a Europa, em particular para museus escandinavos. Também estudou a fauna brasileira e fez extensas observações geológicas e meteorológicas.
Tendo acumulado uma considerável riqueza, ele apoiou financeiramente vários botânicos europeus e doou uma grande soma para várias instituições científicas em casa. Ele deixou sua herança para a Universidade de Uppsala.

## Homenagens
Os gêneros Regnellia Barb.Rodr. (Orchidaceae) e Regnellidium Lindm. (Marsileaceae), bem como muitas espécies foram nomeadas em sua homenagem.
Regnell foi membro honorário das Sociedades científicas de Uppsala e de Gotemburgo, e das  Associações Médicas Sueca e de Uppsala. Ele recebeu um Doutorado Honoris causa em Filosofia na Universidade de Uppsala, em 1877.
Regnell morreu em Caldas, Brasil, onde está sepultado. Em 1903, a Universidade de Uppsala enviou uma lápide em sua homenagem, que se encontra sobre o local onde foi sepultado, no cemitério municipal de Caldas, Minas Gerais, Brasil. . Em Uppsala, o prédio que abriga as instituições de fisiologia e patologia da Universidade de Uppsala é chamado Regnellianum.